# Jäger und Späher
Jäger und Späher, auch Jäger + Späher, ist ein Kartenspiel des deutschen Spieleautors Gerhard Hecht für zwei Personen. Das Spiel erschien 2014 bei Kosmos Spiele in der Serie Spiele für Zwei. In dem Spiel führt jeder Spieler einen Stamm von Steinzeitmenschen und muss mit den ihm zur Verfügung stehenden Charakteren Rohstoffe, Nahrung und heilige Orte für sein Volk sichern.

## Thema und Ausstattung
Bei dem Spiel handelt sich um einen Wettstreit zweier Stämme von Steinzeitmenschen, die aus verschiedenen Stammesmitgliedern bestehen. Der Spieler versucht, mit den Eigenschaften seiner Charakterkarten und der Eroberung von Orts- und Jagdgebietskarten möglichst viele Rohstoffe und Nahrung für das Überleben seines Stammes zu sichern. Gewinner ist der Spieler, der zuerst 24 Siegpunkte erreicht.
Das Spielmaterial besteht neben der Spieleanleitung aus:
- zwei Stammeskarten,
- zwei Siegpunktsteine,
- 10 Stammesmitglieder (5 schwarz, 5 weiß),
- 24 Charakterkarten,
- 31 Karten mit Gegenständen,
- 18 Wildniskarten,
- 18 Karten mit Jagdgebieten,
- 30 Verbrauchssteine,
- 16 Hungerplättchen,

Für die Spielvariante „Heilige Orte“ sind zusätzlich sechs doppelseitig bedruckte Karten mit Heiligen Orten vorhanden. Auch acht der „Besonderen Charaktere“ kommen erst in der Fortgeschrittenen-Variante des Spiels zum Einsatz.

## Spielweise

### Einführungsspiel
Zur Spielvorbereitung des Einführungsspiels werden die sechs Karten „Heilige Orte“ und die „Besonderen Charaktere“ mit Ausnahme von drei Kundschaftern und einem Schamanen aussortiert und aus dem Spiel genommen. Der Spielplan wird in der Mitte des Spieltisches platziert. Aus den Charakterkarten werden die drei Kundschafter und versetzt darauf drei Schamanen in drei Spalten offen ausgelegt. Jeder Spieler erhält fünf Stammesmitglieder und eine Stammeskarte. Die Stammeskarte legt er offen vor sich aus und platziert zwei der Stammesmitgliederfiguren auf der Karte. Ein drittes Stammesmitglied wird auf den Spielplan gestellt und die verbleibenden zwei Stammesmitglieder werden neben dem Spielplan als Vorrat bereitgestellt. Die Siegpunktsteine beginnen auf der Siegpunktleiste des Spielplans auf dem Feld „10“ und werden dort platziert. Zudem bekommt jeder Spieler einen Kartensatz aus einem Jäger, einem Späher, einem Häuptling, einer Sammlerin und einem Nachwuchs sowie zwei Gegenstandskarten, die er verdeckt vor sich ablegt. Die übrigen Gegenstandskarten werden gemischt und als Nachziehstapel neben den Spielplan gelegt. Zusätzlich erhält jeder Spieler noch zwei Hungerplättchen, die er neben seine Stammeskarte legt. Zuletzt werden die Ortskarten Wildnis und Jagdgebiete jeweils einzeln gemischt und als verdeckte Nachziehstapel abgelegt. Zwei Wildniskarten werden gezogen und offen unterhalb des Spielplans ausgelegt.
Die beiden Spieler führen beginnend mit einem Startspieler (nach Spieleanleitung der Spieler mit den meisten Haaren) abwechselnd ihre jeweiligen Spielzüge durch. Jeder Spieler kann in seinem Zug zwischen drei möglichen Aktionen wählen:
- Charakterkarte ausspielen: Mit Hilfe von Charakterkarten kann der Spieler unter anderem eigene Stammesmitglieder auf Ortskarten platzieren, um Rohstoffe zu gewinnen, neue Ortskarten erkunden, Charakterkarten aus der Auslage aufnehmen oder neue Stammesmitglieder zu gewinnen. Wenn ein Spieler eine Charakterkarte ausspielen möchte, wählt er eine seiner Handkarten aus und führt die auf der Karte angegebenen Anweisungen durch. Danach legt er die Karte in die Spalte mit den wenigsten Charakterkarten in der Auslage auf die dort bereits ausliegenden Karten. Gibt es mehrere Spalten mit der gleichen Anzahl an Karten, sucht er sich eine der Spalten aus.

Innerhalb des Einführungsspiels gibt es folgende Charakterkarten:
| Karte        | Aktionen | Anzahl |
| ------------ | --- | ------ |
| Jäger        | Setze auf jedes Jagdgebiet einen Verbrauchsstein. Ziehe ein Jagdgebiet und setze 0 bis 3 Stammesmitglieder darauf.                 | 02     |
| Späher       | Setze auf jede Wildnis einen Verbrauchsstein. Ziehe eine Wildnis und setze 0 bis 1 Stammesmitglied auf einen beliebigen Ort.       | 02     |
| Sammlerin    | Setze 0 bis 4 Stammesmitglieder auf beliebige Orte.                                                                                | 02     |
| Häuptling    | Ziehe einen Gegenstand. Setze 0 bis 2 Stammesmitglieder auf beliebige Orte.                                                        | 02     |
| Nachwuchs    | Setze ein Stammesmitglied vom Lager auf deine Stammeskarte. Hast du Hungerplättchen, nimm jetzt ein weiteres.                      | 02     |
| Kundschafter | Setze drei Verbrauchssteine auf drei verschiedene Orte. Ziehe eine Wildnis und setze 0 bis 2 Stammesmitglieder auf beliebige Orte. | 03     |
| Schamane     | Ziehe zwei Gegenstände oder nimm einen freiliegenden Charakter.                                                                    | 03     |

- Stammesmitglieder von Ortskarten zurücknehmen: Durch Ausspielen bestimmter Charakterkarten kann ein Spieler Stammesmitglieder auf Ortskarten mit der Bezeichnung „Wildnis“ oder „Jagdgebiete“ platzieren (siehe oben). Wenn er Stammesmitglieder wieder zurückholt, kann er sich für jedes der Stammesmitglieder einen auf der Ortskarte verfügbaren Rohstoff (Fleisch, Fell, Stein, Holz, Lehm und Früchte) nehmen und deckt diesen durch einen Verbrauchsstein ab. Die Rohstoffe werden direkt für verschiedene Aktionen eingesetzt:
  - Für jedes Stück Fleisch, das ein Spieler bekommt, darf er ein Hungerplättchen ablegen.
  - Für jeweils zwei Felle darf der Spieler aus dem Vorrat ein neues Stammesmitglied auf das Höhlenlager auf dem den Spielplan stellen.
  - Für andere Rohstoffe kann der Spieler Gegenstände erschaffen, indem er seine verdeckten Karten „Gegenstand“ ausspielt und bezahlt. Über die Gegenstände können die Spieler in der Regel Siegpunkte bekommen und zusätzliche Aktionen durchführen.
- Sonnenuntergang durchführen: Wenn ein Spieler keine Charakterkarten mehr spielen kann (oder will) und auch keine Stammesmitglieder zurückholen will, kann er einen Sonnenuntergang und damit eine Zwischenwertung durchführen. Der Spieler erhält für jedes seiner Stammesmitglieder, das sich auf seiner Stammeskarte oder auf Ortskarten befindet, einen Siegpunkt. Für jedes Hungerplättchen, das er besitzt, und bei einer vorzeitigen Wertung für jede noch auf der Hand befindliche Charakterkarte muss er einen Punkt abziehen. Die ermittelten Siegpunkte werden auf der Siegpunktleiste auf dem Spielplan abgerechnet, wobei diese aufgrund von Hungerplättchen auch negativ sein können. In diesem Fall kann ein Spieler nie weniger als 0 Siegpunkte haben. Danach nimmt der Spieler für jedes seiner Stammesmitglieder auf seiner Stammeskarte und auf Ortskarten ein Hungerplättchen zu seinen bereits vorhandenen hinzu. Hat er acht Hungerplättchen, muss er ein Stammesmitglied abgeben und darf dafür auch drei Hungerplättchen ablegen. Zum Abschluss der Wertung nimmt der Spieler sechs Charakterkarten aus der Auslage auf die Hand. Dabei darf er die Karten aus einer oder aus mehreren Spalten wählen, darf aber nur die jeweils freiliegenden Karten nehmen. Hat der Spieler nach einer vorzeitigen Wertung noch Karten auf der Hand, kommen die sechs Karten hinzu.

Das Spiel endet, sobald ein Spieler mit seinem Siegpunktstein 24 oder mehr Siegpunkte und damit das Zielfeld (Hand) erreicht hat. Hat er mehr als 24 Siegpunkte. Wenn es sich dabei um den Startspieler handelt, kann der andere Spieler noch einen vollständigen Spielzug machen. Erreicht er dabei ebenfalls das Zielfeld, gewinnt der Spieler, der auf der Zählleiste weiter über das Ziel hinaus gekommen ist. Im Fall eines Gleichstands gewinnt der nachziehende Spieler.

### Normales Spiel
Das normale Spiel baut auf dem Einführungsspiel auf und ergänzt dieses durch zusätzliche Regeln und Optionen.
In der Spielvorbereitung wird die Stammeskarte mit der Seite „Sonnenuntergang Normales Spiel“ genutzt. Jeder Spieler erhält zusätzlich zu den fünf Charakterkarten noch einen Schamanen als Startcharaktere. Alle „Besonderen Charaktere“ werden gemischt, von diesen werden zufällig sechs Karten gezogen und in drei Spalten zu je zwei Karten ausgelegt. Die restlichen sechs Karten werden aus der Partie genommen. Von den „Heiligen Orten“ werden drei Karten neben dem Spielplan offen ausgelegt, die übrigen drei Karten werden ebenfalls aus der Partie genommen. Die Siegpunktsteine starten auf dem Feld „3“ der Siegpunkteliste. Der Startspieler bekommt nur einen Gegenstand, sein Mitspieler erhält zwei Gegenstände.
Wie im Einführungsspiel werden Charakterkarten ausgelegt und Stammesmitglieder auf den Ortskarten platziert, um Rohstoffe zu gewinnen. Zusätzliche Charakterkarten sind:
| Karte          | Aktionen | Anzahl |
| -------------- | --- | ------ |
| Fischer        | Lege zwei Hungerplättchen ab. Ziehe zwei Gegenstände, wähle einen aus und lege den anderen ab.                                                                 | 02     |
| Korbflechterin | Ziehe einen Gegenstand. Lege beliebig viele Gegenstände ab und ziehe ebenso viele neue Gegenstände. Erhalte einen Siegpunkt.                                   | 02     |
| Feuerwächterin | Setze alle Stammesmitglieder auf beliebige Orte oder lege einen Charakter in die Auslage.                                                                      | 02     |
| Fährtensucher  | Setze auf jede Wildnis und jedes Jagdgebiet einen Verbrauchsstein. Ziehe eine Wildnis oder ein Jagdgebiet. Setze 0 bis 2 Stammesmitglieder auf beliebige Orte. | 02     |

Auch die Wertung zum Sonnenuntergang wird wie im Einführungsspiel durchgeführt. Anders als in diesem muss der Spieler, nachdem er seine Siegpunkte erhalten hat, von den verdeckten und noch nicht erschaffenen Gegenständen, die er vor sich liegen hat, alle bis auf einen Gegenstand ablegen. Danach darf er nach Wahl 5, 6 oder 7 freiliegende Charaktere nehmen.
Eine zusätzliche Komponente stellen die Heiligen Orte dar. Die Spieler dürfen diese wie die Wildnis und die Jagdgebiete mit Stammesmitgliedern besetzen und die Sonderfunktionen der Orte nach dem angegebenen „Auslöser“ nutzen. Auf einem Heiligen Ort können beliebig viele Stammesmitglieder stehen – allerdings müssen alle Stammesmitglieder von einem Spieler sein. Sobald die Anzahl der Stammesmitglieder eines Mitspielers die des Gegners überschreitet, werden diese vertrieben und auf die Stammeskarte des Mitspielers zurückgestellt. Um einen Heiligen Ort nutzen zu können, muss der Spieler in seinem Zug mindestens ein Stammesmitglied dort stehen lassen.

## Entwicklung und Ausgaben
Das Spiel Jäger und Späher wurde von dem deutschen Spieleautor Gerhard Hecht entwickelt und von Kosmos Spiele zur Internationalen Spielmesse 2014 in der Serie Spiele für Zwei veröffentlicht.
Eine online spielbare Version des Spiels befindet sich auf der Plattform yucata.de.

## Belege
1. 1 2 3 4 5 6 7 8  Spieleanleitung Jäger und Späher, Kosmos Spiele 2014
2. ↑  Versionen von Jäger und Späher in der Spieledatenbank BoardGameGeek (englisch); abgerufen am 25. Oktober 2017.
3. ↑  Jäger und Späher auf yucata.de; abgerufen am 25. Oktober 2017.